# モハメディア
モハメディア（Mohammédia、アラビア語: المحمدية; al-muḥammadiyyaʼ）は、モロッコの中部沿岸に位置し、モロッコ最大都市のカサブランカと首都ラバトの間に位置する。

## 概要
モハメディアは数十年前まではフェダラと呼ばれていた。現地の人からは花の街と呼ばれている。ゴルフ、ビーチ、テニスなどがあるリゾート都市である。また、モハメディアにはモロッコで最大の石油精製や液化石油ガスの関連施設などが存在し、国内の石油製品の供給の95%の1000万トンを供給するモロッコの石油産業・エネルギーの中心地となっている。

これらの産業がモハメディアの発展に貢献していて、2030年には人口が100万人になると予測されている。 

## 地理
モハメディアは大西洋に臨む港湾都市。都市の南と北には2つの川が流れている。
地中海性気候に属し、夏は降水量が少なく平均気温が23℃に達する。一方、冬には降水量が60~70mmとなり気温も13℃ほどまで低下する。 

## 経済
モハメディアはモロッコを代表する石油産業都市である。観光産業も主要な産業である。また、2008年時点では人口の約1%にあたる約2800人が漁業に勤めている。その一方で最大都市のカサブランカに近いことからカサブランカに通勤する労働者も多い。
2017年のモハメディアの一人あたりのGDPはモロッコ全体平均の約48000ディルハムより高い推定約50000ディルハムである。一方、2019年の失業率は12.7%と推定される。

## 交通

### 道路
モハメディア東部には高速道路 A1号線が走っている。

### 鉄道
市内のモハメディア駅にはケニトラ、ラバトやカサブランカを結ぶ鉄道TNRが停車する。また、停車はしないがタンジェ＝カサブランカ高速鉄道が走行している。

## 教育
モハメディアには公立の小学校が25校、公立の中学校が8校、公立の高等学校が6校存在する。